# Danny the Dog (album)
Albums de Massive Attack
100th Window
(2003) Collected
(2006)
Danny the Dog est un album du groupe anglais Massive Attack, sorti en 2004. Il s'agit de la bande originale du film homonyme de Louis Leterrier sur un scénario de Luc Besson avec Jet Li et Morgan Freeman, avec une musique de Massive Attack et Neil Davidge. Elle n'inclut pas le morceau intitulé Aftersun avec Dot Allison, que l'on entend au générique de fin du film.

## Pistes
| No  | Titre                        | Durée |
| --- | ---------------------------- | ----- |
| 1.  | Opening Title                | 1:10  |
| 2.  | Atta'Boy                     | 1:29  |
| 3.  | P is for Piano               | 1:57  |
| 4.  | Simple Rules                 | 1:20  |
| 5.  | Polaroid Girl                | 2:59  |
| 6.  | Sam                          | 3:08  |
| 7.  | One Thought At a Time        | 4:23  |
| 8.  | Confused Images              | 1:59  |
| 9.  | Red Ligh Means Go            | 2:04  |
| 10. | Collar Stays On              | 1:51  |
| 11. | You've Never Had a Dream     | 2:46  |
| 12. | Right Way to Hold a Spoon    | 3:19  |
| 13. | Everybody's Got a Family     | 1:29  |
| 14. | Two Rocks and a Cup of Water | 2:32  |
| 15. | Sweet is Good                | 1:33  |